# Боумэн, Алан
Алан Боумэн (Alan Keir Bowman; род. 23 мая 1944, Манчестер, Ланкашир) — британский антиковед, специалист по социальной и экономической истории Римской империи. Доктор философии (1969), эмерит-профессор Оксфорда — с 2002 года занимал Кэмденовскую кафедру древней истории (Camden Professor of Ancient History), на последнем посту преемник своего учителя Фергюса Миллара. Член Британской академии (1994).
Учился в Manchester Grammar School (1955-62), оксфордском Куинз-колледже (1962-6), а также в Торонтском университете (1966-9). Получил степени бакалавра и магистра в Оксфорде (соотв. в 1966 и 1970), магистра и доктора философии — обе по классике — в Торонто (соотв. в 1967 и 1969). В 1970-72 ассистент-профессор Ратгерского университета. В 1972-77 лектор истории античности Манчестерского университета. В 1977—2002 университетский лектор истории античности Оксфорда. С 2002 года феллоу Брасенос-колледжа, в 2010—2015 его глава (преемник на последнем посту Roger Cashmore). Ныне в отставке. Являлся президентом The Roman Society (2001-5), а также вице-президентом Британской академии (2014—2018).
Феллоу Лондонского общества древностей.
Соредактор The Roman Agricultural Economy: Organisation, Investment, and Production.